# Comité d'entreprise
Ne doit pas être confondu avec conseil d'entreprise.
Le comité d'entreprise est, en France (en Belgique on parle de conseil d'entreprise), l'une des institutions représentatives du personnel au sein d'une entreprise. Elle a été progressivement remplacée par le comité social et économique (CSE) depuis le 1er janvier 2018 et a cessé d'exister légalement le 1er janvier 2020. 
En France, le comité d'entreprise et les comités d'établissement ont été institués par l'ordonnance du 22 février 1945 et la loi du 16 mai 1946 dans toutes les entreprises de cinquante salariés et plus ; il détient des attributions à la fois sociales et économiques.
Les textes législatifs relatifs au comité d'entreprise débutent à l'article L2321-1 du code du travail, dans sa nouvelle numérotation.
Le chef d'entreprise est tenu d'organiser la mise en place d'un comité d'entreprise (CE) dans les entreprises de 50 salariés et plus. En dessous de cet effectif, le CE n'est pas obligatoire. Les attributions économiques et sociales du CE seront alors exercées par les délégués du personnel dont l'élection est obligatoire pour les entreprises de 11 salariés et plus.
Dans les entreprises de moins de 300 salariés, l'employeur peut opter pour une délégation unique du personnel. Les élus exercent alors les fonctions de membres du comité d'entreprise conjointement à celles de délégués du personnel. Le crédit d'heures des délégués était alors augmenté de 15 heures à 20 heures. Cette décision, prise par l'employeur, ne pouvait se faire qu'après consultation des délégués du personnel et s'il existait, du comité d'entreprise.
Le comité d'entreprise (CE) est remplacé, dans les entreprises possédant plusieurs établissements, par des comités d'établissement (CE) et un comité central d'entreprise (CCE).
La participation aux élections professionnelles pour les comités d'entreprise, qui s'est élevée à 63,8 % sur les années 2005-2006, est un indicateur de l'audience syndicale en France.
Le comité d'entreprise a été absorbé le 1er janvier 2020 par le comité social et économique (CSE), tout comme les délégués du personnel (DP) et le comité d'hygiène, de sécurité et des conditions de travail (CHSCT). 

## Histoire
Ce sont les accords Matignon, signés dans la nuit du 7 au 8 juin 1936, qui ont permis l’institution par le Front populaire des délégués du personnel dans les établissements employant plus de 10 salariés. Mais il faudra attendre l’après-guerre pour voir entériner la création des comités d’entreprise.
Le gouvernement de Vichy crée les comités sociaux d’établissement mis en place par la Charte du travail en 1941. Ces comités ne pouvaient débattre que des questions sociales mais, en aucune façon, des questions économiques. Les employeurs composaient eux-mêmes à leur guise ces comités.
Dès avant la Libération, la résistance travaille à la reconstruction institutionnelle de la France, ainsi le Programme du Conseil national de la Résistance adopté le 15 mars 1944 réclame « la participation des travailleurs à la direction de l’économie ».
Deux textes vont organiser les comités d’entreprise, l’ordonnance du 22 février 1945 et la loi du 16 mai 1946.

### L’ordonnance du22 février 1945
Alexandre Parodi, ministre du travail et de la sécurité sociale, propose un projet de texte le 19 novembre 1944 qui ne prévoyait pour le comité d’entreprise que des attributions économiques essentiellement consultatives. Les syndicats ouvriers, qui s’attendaient à des pouvoirs de gestion, furent déçus par l’avant-projet. Les débats devant l’Assemblée consultative se déroulent durant deux jours, les 12 et 13 décembre 1944. Suivant les recommandations d’Albert Gazier, secrétaire de la CGT et rapporteur du projet ainsi que d’Ambroise Croizat, secrétaire de la fédération CGT de la métallurgie et président de la commission du travail, l’avant-projet est modifié par les membres de l’Assemblée en y ajoutant la plupart des attributions économiques et des moyens d’action qui font l’originalité aujourd’hui de l’instance. Mais le gouvernement provisoire fit machine arrière sur le texte. Il écarta la plupart des modifications apportées par l’Assemblée et revint à son projet initial, retirant même de son propre texte certaines dispositions critiquées par les représentants patronaux. C’est ainsi que l’ordonnance du 22 février 1945 fut accueillie par de vives critiques des syndicats avec notamment le général de Gaulle quittant la salle de l’Assemblée le 2 mars 1945.

### La loi du 16 mai 1946
En octobre 1945, les partis de gauche gagnèrent les élections à l’Assemblée constituante et Ambroise Croizat devint ministre du travail. Le 22 décembre 1945, Albert Gazier déposa une proposition de loi reprenant les modifications adoptées en vain par l’Assemblée consultative provisoire.
Le 20 janvier 1946, le général de Gaulle démissionna de la présidence du gouvernement provisoire et Félix Gouin, socialiste, lui succéda. Un nouveau projet fut déposé le 15 février 1946 avec les dispositions qui n’avaient pas été retenues par le gouvernement précédent : ramener à 50, et non 100, le nombre de salariés à partir duquel une entreprise aurait un comité d’entreprise, obligation de consulter le CE en matière de gestion et de marche de l’entreprise, communication des documents remis aux actionnaires, assistance d’un expert-comptable, 20 heures de délégation, etc. L’Assemblée vota la loi à l’unanimité le 16 mai 1946. Les réactions patronales furent très vives mais les dispositions restèrent inchangées et permirent un accroissement rapide du nombre de comités d’entreprise.

## Composition
Les membres du comité d'entreprise sont élus pour une période de 2 à 4 ans par tous les salariés de l'entreprise âgés de plus de 16 ans et ayant au moins 3 mois d'ancienneté. Le mandat des membres est renouvelable.
La composition du comité d'entreprise est tripartite :
1. En premier lieu, le chef d'entreprise, qui occupe de droit la place de président du comité d'entreprise. Il fixe l'ordre du jour avec le secrétaire du comité d'entreprise et convoque nominativement ses membres lors des réunions du syndicat ;
2. En deuxième lieu, les représentants du personnel, titulaires et suppléants, élus par les salariés ;
3. En troisième lieu, les représentants des syndicats.

## L'élection des représentants du personnel

### Déclenchement et préparation des élections
Les élections des délégués du personnel et des membres du comité d'entreprise sont des instances obligatoires et nécessitent la mise en place d'élections.
L'initiative des élections incombe à l'employeur, mais sans initiative de sa part, la demande peut être faite par un salarié.
Deux collèges électoraux sont organisés :
- le premier collège regroupe les ouvriers et les employés ;
- le second collège regroupe les agents de maîtrise et les cadres.

Cependant, dans les entreprises de moins de 25 salariés dotées d'un comité d'entreprise, un seul collège électoral est organisé. 
À l'inverse, si une entreprise compte dans son effectif au moins 25 cadres, un troisième collège est alors organisé.
Le mode de scrutin utilisé est le vote à bulletin secret, avec une liste à 2 tours, avec représentation à la plus forte moyenne.
Au premier tour les organisations syndicales qui peuvent présenter des listes sont :
- les organisations syndicales constituées depuis 2 ans au moins ;
- les organisations syndicales reconnues comme représentatives dans l'entreprise ;
- les organisations syndicales ayant constitué une section syndicale ;
- les syndicats affiliés à une organisation syndicale représentative au niveau national et interprofessionnel.

Au second tour, les candidatures individuelles ou collectives sont possibles.

### Déroulement des élections et proclamation des résultats
Lors de litige dans le déroulement des élections le tribunal compétent est le tribunal judiciaire (TJ).
45 jours avant le premier tour, l'employeur doit informer le personnel par mode d'affichage l'organisation des élections (le document affiché doit indiquer la date envisagée pour le premier tour des élections, cette date doit se placer au plus tard le 45e jours suivant).
4 jours avant le premier tour, l'employeur doit :
- établir et publier les listes électorales ;
- afficher la liste des candidats ;
- assurer la préparation matérielle du scrutin.

Le jour du premier tour des élections a lieu pendant le temps de travail et sur le lieu de travail, cependant le vote par correspondance est possible.
15 jours après le premier tour l'employeur doit organiser un second tour si le quorum n'a pas été atteint (total des suffrages exprimés inférieur à la moitié du total des inscrits) ou en cas d'absence de candidature totale ou partielle.
Le procès-verbal est établi et signé par les membres du bureau de vote, puis il est transmis par l'employeur à l'inspecteur du travail dans les 15 jours suivant l'élection.
En cas d'absence de candidature l'employeur établit un procès-verbal de carence qu'il transmet à l'inspecteur du travail dans les 15 jours.

### Désignation des représentants syndicaux

#### Dans les entreprises de plus de 300 salariés
Depuis la publication de la loi du 20 août 2008, seules les organisations syndicales ayant des élus au comité d'entreprise peuvent y nommer un représentant, choisi parmi les membres du personnel de l'entreprise et remplissant les conditions d'éligibilité au comité. La loi no 2014-288 du 5 mars 2014 est venu modifier ce texte puisqu'il suffit maintenant à un syndicat d'être représentatif pour pouvoir désigner un RSCE (représentant syndical au CE). La condition d'élu(s) a été enlevée (elle était contradictoire avec un autre article du code du travail qui stipulait que dans les CCE il suffisait d'avoir un élu pour avoir un RSCE). Un syndicat représentatif peut donc désigner un de ses adhérents, différents du délégué syndical en tant que RSCE. La période de désignation couvre la période du mandat et le seuil des 300 salariés de référence est celui de l'effectif à la date des élections précédentes.

#### Dans les entreprises de moins de 300 salariés
Dans les établissements appartenant à ces entreprises, le délégué syndical (DS) est de droit, représentant syndical au comité d'entreprise ou d'établissement.
La fonction de représentant syndical (RS) au comité d'entreprise est incompatible avec celle de membre élu de ce comité.
Ce représentant assiste aux séances avec voix consultative.

## Fonctionnement du comité d'entreprise

### Périodicité des réunions de CE
Selon la loi, une distinction est établie pour la détermination de la périodicité minimale des réunions selon le seuil d’effectif de l'entreprise et selon que l'option de la délégation unique du personnel ait été retenue ou non.
Ainsi dans les entreprises de 50 salariés et plus et dans les entreprises de moins de 300 salariés ayant opté pour la délégation unique du personnel, le comité se réunira au moins une fois par mois. 
En revanche dans les entreprises de moins de 300 salariés et qui n’ont pas opté pour la délégation unique la réunion est alors bimestrielle. Les réunions se tiennent sur convocation du président du comité d'entreprise. Celui-ci adresse aux membres la convocation à proprement parler, assortie d'un ordre du jour contresigné par le secrétaire. 
Dans les entreprises avec plus de 300 salariés, la réunion du CE est mensuelle.
Des réunions supplémentaires (dites extraordinaires ou exceptionnelles) peuvent être tenues à la demande de l'employeur ou de la majorité des membres du CE.

### Déroulement des réunions de CE
La première réunion après les élections est consacrée à la mise en place du nouveau CE : élection du secrétaire et du trésorier parmi les titulaires élus ainsi que leurs éventuels adjoints, élaboration du règlement intérieur du CE, formation des commissions obligatoires et facultatives, transmission des archives et des comptes de l'équipe sortante.
Les réunions ordinaires se déroulent selon la périodicité prescrite par la loi. L'ordre du jour en est établi conjointement par l'employeur et le secrétaire et communiqué aux membres au moins trois jours avant la réunion. La présence du président en séance est indispensable mais il peut se faire représenter par un salarié de l'entreprise ayant les pouvoirs et la compétence nécessaires, sauf à commettre un délit d'entrave. Les résolutions du CE sont prises à la majorité des membres présents (pas de quorum) et le président ne doit pas participer au vote lorsqu'il consulte les membres élus du comité en tant que délégation du personnel. 
Chaque réunion doit donner lieu à un procès-verbal de la réunion du comité d'entreprise établi par le secrétaire, discuté et amendé le cas échéant. Le code du travail ne fait aucune obligation d'approuver le procès-verbal de séance mais celui-ci doit être approuvé si le CE souhaite en faire la publicité.
Le comité d'entreprise peut faire appel à une entreprise extérieure pour prendre des notes et rédiger le PV de la réunion.

### Commissions du CE
Le CE peut former des commissions en son sein.
Il existe quatre commissions obligatoires, créées de droit :
- dans les entreprises ou établissements de plus de 1 000 salariés, une commission économique. Sa mission est d'examiner tous les documents de nature économique ou financière soumis par la Direction. Elle dispose d'un crédit d'heures global de 40 heures par an ;
- dans les entreprises ou établissements de plus de 300 salariés, une commission logement. Elle dispose d'un crédit d'heures global de 20 heures par an[14] ;
- dans les entreprises ou établissements de plus de 200 salariés, une commission égalité professionnelle ;
- dans les entreprises ou établissements de plus de 200 salariés, une commission formation.

D'autres commissions facultatives, conjoncturelles ou pérennes peuvent être créées par le CE, dans les domaines de sa compétence.
Les commissions rendent leurs conclusions devant le CE réuni en séance plénière.

### Moyens du CE
Il dispose d'un local mis à disposition par l'entreprise et aménagé spécialement au sein de l'entreprise. Le matériel nécessaire à l'exercice de ses fonctions (ordinateur, imprimante, photocopieuse, etc.) doit également être mis à sa disposition. Pour les entreprises de moins de 2 000 employés, l'employeur doit verser une subvention de fonctionnement au moins égale à 0,2 % de la masse salariale brute. Pour les entreprises de plus de 2 000 employés, le budget de fonctionnement est fixé à 0,22 % de la masse salariale brute. C'est un minimum légal, mais la convention collective nationale peut prévoir des proportions plus importantes. Cette dotation est obligatoire. 
Suivant certains critères, il peut aussi être doté d'une subvention des activités sociales et culturelles du Comité d'Entreprise. La loi ne l'impose pas, mais certaines conventions collectives nationales le prévoient. À défaut, le CE, lors de sa création, peut estimer la valeur de la subvention des activités sociales et culturelles en fonction des dépenses occasionnées par l'entreprise dans les mêmes activités avant la création du CE. 
Le CE est le seul décideur concernant les activités sociales et culturelles. Par conséquent, l'employeur, président du CE, ne peut participer au vote d'une résolution concernant la gestion des activités sociales et culturelles. La restauration d'entreprise fait partie des attributions sociales du CE.
Le budget ASC (activités sociales et culturelles) sert à financer des activités instituées au profit des salariés, anciens salariés, de leur famille et des stagiaires, leur procurant un avantage destiné à améliorer leurs conditions d’emploi. Ces activités doivent profiter à tous les salariés sans discrimination.
Selon la règle de la séparation des budgets, le budget de fonctionnement du CE ne peut pas être utilisé pour les activités sociales et culturelles. Les élus ne doivent pas utiliser tout ou partie du budget de fonctionnement pour financer des œuvres sociales.
Le budget de fonctionnement permet, entre autres, la formation des élus auprès d'organismes agréés de formation, l'achat de documentation, les expertises libres. 
La production d'intérêt des sommes placées pourra être utilisée au gré du comité, les juges ne se sont pas prononcés dessus.

### Appel à un expert-comptable
Les interventions d'un expert comptable, réglementées par le code du travail, sont pour l'essentiel financées par l'entreprise (missions légales). Certaines peuvent être financées par la subvention de fonctionnement du CE (missions contractuelles). Enfin, certaines nouvelles missions ont un financement mixte. L'employeur peut accepter par mesure bénévole de prendre en charge des coûts d'expertise au-delà de cette subvention (0,2 % de la masse salariale brute) ou de ses obligations légales.
Selon l'article L. 2325-36 du code du travail, « la mission [légale] de l'expert-comptable porte sur tous les éléments d'ordre économique, financier ou social nécessaires à la compréhension des comptes et à l'appréciation de la situation de l'entreprise ». Sa mission est donc susceptible de déborder largement les seuls aspects financiers, et aborder des aspects tels que l'appréciation de la position concurrentielle de l'entreprise, ou le volet de sa politique sociale. Dans tous les cas, c'est le comité d'entreprise qui définit ses besoins, dans la limite du cadre réglementaire applicable. L'expert comptable a les mêmes prérogatives que le Commissaire aux Comptes.
Un expert peut être utilisé à partir des supports juridiques suivants (missions légales définies par le code du travail) :
- analyse des comptes annuels (pour les entreprises de plus de 300 personnes il y a également la possibilité d'une analyse des comptes prévisionnels et révisés) ;
- contrôle de la participation et de l'intéressement ;
- procédure d'alerte ;
- concentration ;
- licenciements collectifs (avec examen détaillé des motifs économiques, des impacts et des mesures sociales d'accompagnement) ;
- nouvelles technologies et leurs impacts organisationnels et sociaux.

Toutes les missions ci-dessus sont des missions légales prises en charge par l'entreprise.
Par ailleurs, le CE peut financer (0,2 %) ou faire financer par l'entreprise (si elle est d'accord) des missions contractuelles sur des sujets très divers (assistance, études, conseil, par exemple à l'occasion d'externalisations, fusions, acquisitions, cessions, etc.).

### Déplacement des membres du CE
Les membres du CE ont liberté de circulation au sein de l'établissement, et sous certaines conditions au sein de l'entreprise, voire à l'extérieur de l'entreprise.

## Subvention de fonctionnement du comité d'entreprise
La loi de 1982 a instauré l'obligation pour tout employeur de verser au comité d'entreprise une subvention qui correspond à 0,2 % de la masse salariale brute. Il s'agit ici de la masse salariale brute supportée par l'entreprise pour l'année en cours.
Ce montant constitue un minimum et non un maximum. L'employeur peut, bien entendu, accorder un budget dit « bénévole » d'un montant plus important, par engagement unilatéral, par accord de branche ou d'entreprise ou encore par usage.
L'employeur ne peut en aucun cas se soustraire à cette obligation, sous peine de commettre un délit d'entrave au fonctionnement du comité d'entreprise.
Le budget de fonctionnement doit être utilisé pour couvrir les dépenses liées à l'administration courante du comité et lui garantir une certaine autonomie financière pour exercer ses attributions économiques et professionnelles. L'employeur ne participe pas au vote relatif à l'utilisation du budget de fonctionnement. Le CE dispose donc d'une grande liberté pour utiliser ce budget, dans la limite de ses fonctions et d'une bonne gestion. En principe, les votes budgétaires des membres du CE s'effectue à main levée mais il est fréquent que le règlement intérieur du CE prévoit d'autres modalités (par exemple, le vote à bulletin secret).       
Par conséquent, ce budget peut prendre en charge :
- les frais de financement de la formation économique des membres titulaires du CE (frais d'inscription, frais de formation, frais de déplacement). Par contre, la rémunération du salarié en formation doit être prise en charge par l'employeur (C. trav., art. L. 2325-44) ;
- les frais occasionnés pour le recours à des experts libres ou pour la réalisation de missions économiques (par exemple, les ergonomes, les experts comptables, les juristes, etc.) (articles L. 2325-35[15] à L. 2325-41[16] du Code du travail). Par contre, dans plusieurs cas, le CE peut faire appel à un expert comptable rémunéré par l'employeur ;
- les frais de déplacement des réunions organisées à l'initiative du CE. Par contre, les frais de déplacement des réunions du CE organisés par l'employeur sont à la charge de ce dernier ;
- les moyens de fonctionnement administratif du CE (par exemple, les salaires et les cotisations sociales correspondant à l'emploi de personnes assurant le secrétariat des réunions, les frais courants de fonctionnement comme la documentation, la papeterie, les frais de communication téléphonique, etc.).

Si l'employeur prend en charge certaines de ces sommes, elles pourront être déduites du montant de la subvention de fonctionnement versée au CE. Toutefois, la loi impose aussi à l'employeur de prendre en charge certaines dépenses sans qu'il puisse ensuite les déduire du budget de fonctionnement. Il s'agit notamment de la fourniture du local du comité d'entreprise, des primes d'assurance couvrant la responsabilité civile du CE, etc.
Au contraire, ce budget ne peut pas être utilisé pour financer :
- les frais relatifs aux activités sociales et culturelles ;
- les cadeaux ou secours au profit des salariés ou des représentants du personnel ;
- les dépenses personnelles des membres du CE, non liées à l'exercice de leur mission, comme des frais de voyage ;
- les subventions à des organisations syndicales.

Les sommes inutilisées une année peuvent être reportées sur le budget de fonctionnement des années suivantes (ou être placées). En revanche, l'employeur ne peut pas les récupérer et les déduire du montant de la subvention de fonctionnement de l'année à venir. De même, elles ne peuvent en aucun cas être transférées sur le budget des activités sociales et culturelles.

## Compétences du comité d'entreprise

### Vie économique de l'entreprise
Aux termes de la loi du 28 octobre 1982, dite Loi Auroux, il a pour objet d'assurer une expression collective des salariés, permettant la prise en compte permanente de leurs intérêts dans les décisions relatives à la gestion et à l'évolution économique et financière de l'entreprise, à l'organisation du travail, à la formation professionnelle et aux techniques de production. 
L'employeur doit informer puis consulter le CE sur un certain nombre de projets, parmi lesquels :
- modification de la durée ou de l'organisation du travail ;
- introduction de nouvelles technologies ;
- modification du règlement intérieur ;
- licenciement collectif pour motif économique ;
- licenciement des représentants élus du personnel.

Faute de cette étape, la décision est considérée comme non valide, et donc non opposable aux salariés. Le CE peut porter plainte au pénal pour délit d'entrave à son bon fonctionnement. Enfin, si, en l'absence de consultation du CE, l'employeur forme une requête auprès de l'Inspection du travail, celle-ci doit refuser automatiquement.
Depuis 1982, les compétences du CE ont été élargies. Celui-ci doit être informé de la situation économique de l'entreprise, notamment par le biais de tableaux trimestriels et semestriels et de documents uniques (rapport annuel, document comptable, bilan social pour les entreprises ou organismes publics (EPIC et certains EPA) de plus de 300 salariés, rapport sur l'égalité hommes-femmes, etc.). Ceux-ci doivent être remis avant la réunion du CE, pour permettre aux élus d'en prendre connaissance. Les membres du CE peuvent suivre des formations économiques. 
Afin de mieux appréhender les données fournies par la direction, le comité d'entreprise peut faire appel à un expert-comptable, rémunéré par l'entreprise, chargé d'examiner les comptes et de réaliser un diagnostic global de l'entreprise. Son rapport est ensuite discuté en CE. Il peut également désigner un expert-comptable afin de l'assister dans le cadre de la procédure d'information et de consultation prévue par l'article L 321-4 en cas de projet de licenciement collectif pour motif économique.
Lorsque le comité a connaissance de faits de nature à affecter de manière préoccupante la situation économique de l'entreprise, il peut exercer son droit d'alerte, c'est-à-dire mettre en œuvre une procédure susceptible de se décomposer en trois temps (Code du travail, article L 432-5) : 
- le CE doit demander à l'employeur de lui fournir des explications sur les préoccupations concernant directement ou non la pérennité de l'emploi. Cette demande est inscrite de droit à l'ordre du jour de la prochaine séance du comité d'entreprise. (art. L 432-5 du code du travail[18]) ;
- le déclenchement de ce droit d'alerte contraint la direction à s'expliquer lors d'une séance plénière qui est convoquée dans un délai raisonnable ;
- si les explications sont jugées insuffisantes par le CE, il peut établir un rapport avec l'assistance éventuelle d'un expert-comptable, qui sera envoyé aux commissaires aux comptes et aux administrateurs de l'entreprise. Ces derniers disposent d'un délai d'un mois pour apporter une réponse aux préoccupations du CE.

### Actions sociales et culturelles
Selon l'article L 2323-86 du code du travail, la contribution initiale aux activités sociales et culturelles est calculée en combinant les deux règles suivantes :
- elle ne peut, en aucun cas, être inférieure au total le plus élevé des sommes affectées aux dépenses sociales de l'entreprise atteint au cours de l'une des 3 années précédant la prise en charge des activités sociales et culturelles par le comité, à l'exclusion des dépenses temporaires si les besoins correspondants ont disparu ;
- le rapport de cette contribution au montant global des salaires payés (il s'agit de la masse salariale brute) ne peut être inférieur au même rapport existant pour cette même année de référence.

En pratique, la participation de l'employeur varie entre 0,2 et 5 % de la masse salariale brute.
Dans la pratique le CE peut négocier des avantages auprès de partenaires commerciaux et peut lui-même proposer des services (machines à café ou distributeurs de friandises, location de cassettes vidéo ou de DVD, etc.). Il peut prendre également en charge des activités concernant la famille du salarié : arbres de Noël[Lesquels ?], colonies de vacances, etc.[réf. nécessaire]
Cette démarche a pour but d'améliorer les conditions collectives d'emploi, de travail et de vie professionnelle au sein de l'entreprise. Le comité d'entreprise prend en charge tout ce qui concerne les services sociaux, ainsi que les services de santé au travail, mais également les loisirs et activités sportives.
Certaines prestations proposées par le comité d'entreprise peuvent être exonérées de charges si elles respectent des conditions bien précises définies par l'URSSAF. Il existe sept catégories bien précises qui permettent de se faire exonérer de charges : 
- les aides finançant des activités de services à la personne et de garde d’enfant ;
- l'attribution de cadeaux et de bons d’achat ;
- les chèques-culture, les biens ou prestations de nature culturelle ;
- la participation aux vacances, les réductions tarifaires pour les voyages, la pratique sportive ;
- les chèques vacances ;
- le secours ;
- le financement de la retraite supplémentaire et de prévoyance complémentaire.

Les détails liés à ces sept catégories sont disponibles sur le site de l'URSSAF. En cas de non respect de ces conditions, l'entreprise en question pourra être sujet à un redressement fiscal par l'URSSAF et devra payer des amendes en contrepartie.

## Comités d’établissement, comité central d'entreprise, comité de groupe
Le comité d'entreprise (CE) est remplacé, dans les entreprises possédant plusieurs établissements, par des comités d'établissement (CE) et un comité central d'entreprise (CCE).
Dans les groupes (ensemble formé par une entreprise dominante et des entreprises qu'elle contrôle), un Comité de groupe supervise l'ensemble des Comités d'entreprise.
Dans les Unités économiques et sociales (qui peuvent être définies par voie de justice ou d'accords d'entreprise dans le cas où plusieurs sociétés juridiques exercent une activité liée), chaque entreprise possède un comité d'établissement et l'Unité économique et sociale possède un Comité central d'entreprise.
Dans les entreprises à dimension communautaire, un comité d'entreprise européen peut aussi « coiffer » les comités d'entreprise nationaux.

## Informations périodiques obligatoires
L'employeur doit informer périodiquement les CE et CCE sur des points obligatoires définis par le code du travail.

### Informations trimestrielles
Dans les entreprises de trois cents salariés et plus, l'employeur communique au comité d'entreprise des informations sur :
- l'évolution générale des commandes et de la situation financière ;
- l'exécution des programmes de production ;
- les retards éventuels dans le paiement, par l'entreprise, des cotisations de sécurité sociale ou de retraite.

### Informations semestrielles
Organisation et marche générale de l'entreprise dans les entreprises de moins de 300 salariés :
- documents comptables et financiers prévisionnels : situation de l'actif réalisable et disponible, ainsi que du passif exigible, tableau de financement prévisionnel, compte de résultat prévisionnel (si plus de 18 millions de CA HT) (Code du travail, art L 2323-10) ;
- liste des congés sabbatiques ou pour création d'entreprises (Code du travail, art L 3142-106): liste des demandes avec indication de la suite qui leur a été donnée ;
- congé de solidarité internationale (Code du travail, art L 3142-36) : liste des demandes avec indication de la suite qui leur a été donnée ;
- contrat de travail aidé : bilan des embauches et des créations nettes d'emplois effectuées au moyen de contrats initiatives emploi et des contrats d'accompagnement dans l'emploi (Code du travail, art L 2323-48).

Organisation et marche générale de l'entreprise dans les entreprises de 300 salariés et plus :
- documents comptables et financiers prévisionnels : situation de l'actif réalisable et disponible, ainsi que du passif exigible, tableau de financement prévisionnel, compte de résultat prévisionnel (si plus de 18 millions de CA HT) (Code du travail, art L 2323-10) ;
- congé de solidarité internationale (Code du travail, art L 3142-36): liste des demandes avec indication de la suite qui leur a été donnée ;
- contrat de travail aidé : bilan des embauches et des créations nettes d'emplois effectuées au moyen de contrats initiatives emploi et des contrats d'accompagnement dans l'emploi (Code du travail, art L 2323-48).

### Informations annuelles
- Liste des modifications apportées aux conventions et accords collectifs applicables dans l’entreprise[22].